# Maks Miklavčič
Maks Miklavčič, slovenski rimskokatoliški duhovnik, zgodovinar in nabožni pisec, * 11. oktober 1900, Dolenja Ravan, † 19. julij 1971, Poljane nad Škofjo Loko.

## Življenje in delo
Po gimnaziji in bogoslovju je študiral na filozofski fakulteti v Ljubljani zemljepis in zgodovino, nakar je postal profesor škofijske gimnazije v Šentvidu nad Ljubljano in tu ostal do nemške okupacije. Usposobljen je bil za zemljepis in zgodovino (XV. znanstvena skupina) dne 4. julija 1929 v Ljubljani. 1. oktobra 1928 je bil nameščen kot začasni predmetni učitelj, dne 4. julija 1929 pa kot suplent zemljepisa in zgodovine. Zatem je bil arhivar škofijskega arhiva v Ljubljani, pozneje pa je predaval na teološki fakulteti cerkveno zgodovino. V tehtnih razpravah je obravnaval zgodovino cerkvene organizacije na Slovenskem ter osvetlil delo marsikaterega tujerodnega cerkvenega dostojanstvenika in našega duhovnika. Udejstvoval se je tudi kot nabožni pisec in urednik.

### Dela
- Vestnik Društva Jeglič (urednik) (COBISS)
- Zemljepis za IV. razred srednjih šol. Kraljevina Jugoslavija (COBISS)
- Predjožefinske župnije na Kranjskem v odnosu do politične uprave (COBISS)
- Splošna zgodovina Kristusove cerkve (COBISS)
- Johann Ludwig Schoenleben, ein slowenischer Mariologe (1618-1681) (COBISS)
- Zgodovina Cerkve s patrologijo (COBISS), (COBISS)
- Marija mati naše vernosti : šmarnice za jubilejno leto 1962 ob 500-letnici ljubljanske škofije (COBISS)
- Premik kranjske meje ob spodnji Krki v 12. stoletju (Die Verschiebung der Grenze Krains an der Unteren Krka im 12. Jahrhundert) (COBISS)
- Leto svetnikov (COBISS)
- Zgodovina Cerkve v Jugoslaviji (COBISS)